# Japán prefektúrái
Japán prefektúrarendszere (都道府県 todófuken) 47 prefektúrából áll. Ezek alkotják Japán elsődleges törvénykezési és adminisztratív felosztását. 43 prefektúra (県 ken), 2 városi prefektúra (府 fu, Oszaka és Kiotó), 1 körzet (道 dó, Hokkaidó) és 1 főváros (都 to, Tokió) tartozik ide. A Meidzsi Fuhanken szancsiszei hozta létre az első prefektúrákat 1868-ban a tartományok helyettesítésére.
Minden prefektúra elnöke egy közvetlenül megválasztott kormányzó (知事 csidzsi). A rendeleteket és a pénzügyi terveket az egykamarás gyűlés (議会 gikai) iktatja törvénybe, amelynek tagjait 4 évre választják.
A helyi önkormányzati törvény értelmében minden prefektúrát nagyvárosokra (市 si) és körzetekre (郡 gun), majd minden körzetet városokra (町 csó/macsi) és falvakra (村 szon/mura) osztottak. Például: Hokkaidónak 14 alprefektúrája van, amelyek a prefektúrák kirendeltségeinek szerepét töltik be. Néhány másik prefektúrának is vannak kirendeltségei, amelyek a prefektúrák közigazgatási funkcióját látják el a fővároson kívül. Tokió, Japán fővárosa, egy egyesített város-prefektúra; egy metropolisz, amely a városok és prefektúrák tulajdonságaival egyaránt rendelkezik.

## Háttér
A japán régiókat a 16. században nyugati mintára nevezték el prefektúrának. A portugál felfedezők és kereskedők használták a „prefeitura” megnevezést, hogy leírják a hűbérbirtokokat, amelyekkel Japánban találkoztak, bár a szó eredeti jelentése a portugálban közelebb állt az önkormányzathoz, mint a tartományhoz. (Ma pedig a japánok a prefektúra jelentésű ken (県) szóval azonosítják ezeket a portugál körzeteket, míg Brazíliában a „Prefeitura” kifejezéssel a városházát illetik.)
Ezek a hűbérbirtokok egy helyi hadúr vagy család vezetése alatt álltak. Habár ezeket a hűbérbirtokokat több alkalommal felosztották, egybeolvasztották, újraszervezték, valamint törvénykezési és kormányzati felügyeleti jogokat kaptak, ez a nyers fordítás mégis rajtuk ragadt.
A jelenlegi rendszert a Meidzsi-kormány alapozta meg 1871 júliusában a han rendszer eltörlésével és a prefektúrarendszer kialakításával. Kezdetben még több mint 300 prefektúra volt (ezek közül sok korábbi han terület volt), ezt a számot 1871 vége felé 72-re csökkentették, 1888-ban pedig 47-re. Az 1947-es helyi önkormányzati törvény több politikai hatalmat adott a prefektúráknak, és beiktatta a prefekturális minisztereket és képviselőket.
2003-ban az akkori miniszterelnök, Koizumi Dzsunicsiró úgy tervezte, hogy a kormány az akkori prefektúrákat 10 regionális államban egyesíti. A terv minden régiónak a már meglévő prefektúráknál nagyobb autonómiát biztosított volna. Ez a folyamat csökkentette volna az alprefektúrák közigazgatási területeinek számát és az adminisztratív költségeket. A japán kormány tervei között is szerepelt több prefektúracsoport egyesítése, létrehozva egy országos szint alatti adminisztratív felosztású körzetrendszert, amely 9-13 államból állt volna, és az államoknak több helyi autonómiát biztosított volna, mint amennyit a prefektúrák élveztek akkoriban. 2012 augusztusa óta nem volt tervbe véve újjászervezés.

## Hatáskör
Japán prefektúrái de jure az 1947. évi helyi autonómiáról szóló törvény szerint nem a központi közigazgatás helyi szervei, hanem önálló önkormányzatisággal bíró intézmények. Feladataik közé tartozik a helyi oktatási és egészségügyi intézmények fenntartása, továbbá rendeleteket alkothatnak, adókat vethetnek ki. Ennek ellenére  a gyakorlatban mégsem teljesen függetlenek  a központi kormányzattól a prefektúrai törvényhozás testületei, ugyanis a kormány megtartotta bizonyos tisztségviselők kinevezésének jogát. Továbbá az állam a költségvetésének 70%-át költi ezen intézményekre, s az így kiutalt juttatások felhasználásába erősen beleszól.

## A prefektúrák típusai
Az Edo korszak alatt a Tokugava sógunátus kialakította a bugjó-vezette zónákat (奉行支配地) a 9 legnagyobb város körül, és 302 városi közigazgatási területet (郡代支配地) egyéb városok körül. Amikor a Meidzsi-kormány elkezdte kialakítani a prefektúrarendszert 1868-ban, a 9 bugjó által vezetett zóna fu lett, míg a városi önkormányzatok irányítása alá tartozó zónák, és a maradék bugjó-vezetés alatt álló zóna ken rangot kapott. Később, 1871-ben a kormány Tokiót, Oszakát és Kiotót fuként nevezte meg, és a többi fut leminősítette ken státuszba. A 2. világháború alatt 1943-ban Tokió to rangú, egy új típusú előprefektúra lett.
A terminológiai különbségek mellett funkcióbeli különbség is van a helyi önkormányzatok 4 típusa között. Ezekre a területi önkormányzatokra néha együttesen „to-dó-fu-ken”-ként (都道府県) hivatkoztak Japánban, ami egyszerűen a 4 kifejezés kombinációja.

### To
Tokiót toként (都) azonosítják, amelynek gyakori fordítása: metropolisz. A japán kormány Tokió-to-t szintén Tokió Metropoliszként fordítja majdnem minden esetben, továbbá a kormányt hivatalosan „Tokiói Fővárosi Kormány”-nak hívják.
A han rendszer eltörlését követően Tokió-fu (egy városi prefektúra, mint Kiotó és Oszaka) számos várost foglalt magába, a legnagyobb ezek közül Tokió város volt. Eredetileg Tokió városát 15 kerületre osztották fel. 1943-ban Tokió várost megszüntették, Tokió-fu pedig Tokió-to lett, valamint Tokió-to kerületei speciális kerületekké váltak; a hierarchiában közvetlenül a prefektúrák alá tartoztak a helyi hatóságok: mindegyik saját megválasztott gyűléssel (kugikai) és polgármesterrel (kucsó) rendelkezett.
Több külvárosi falut és kisvárost alakítottak át kerületté, ezzel növelve a speciális kerületek teljes számát 35-re. Az újraszervezés célja az volt, hogy megszilárdítsa a közigazgatást a főváros körüli területeken azzal, hogy megszünteti a jogi kiváltságokat Tokióban. A központi kormány nagyobb felügyeletet akart gyakorolni Tokió felett Japán romló 2. világháborús helyzete és a metropolisz lehetséges szükségállapota miatt.
A háború után kényszerítették Japánt, hogy újra decentralizálja Tokiót, követve a Potsdami Nyilatkozatban vázolt demokratizáció általános feltételeit. Ez idő alatt sok tűnt el Tokió speciális kormányzati jellegzetességeiből, és a kerületek egyre inkább városi státuszt vettek fel a megadást követő évtizedek során. Közigazgatásilag a mai speciális kerületek szinte megkülönböztethetetlenek más önkormányzatoktól.
A háború utáni reformok szintén jelentős mértékben változtatták meg Tokió térképét. 1947-ben a 35 kerületet átszervezték 23 speciális kerületté, mivel a háború alatt a városban sokan meghaltak, elköltöztek vagy besorozták őket, és nem tértek vissza.
Tokió és a többi prefektúra terminológiája között akadnak eltérések: például a rendőrséget és tűzoltóságot csónak (庁) hívják, honbu (本部) helyett. Az egyetlen működésbeli különbség Tokió-to és a többi prefektúra között az, hogy Tokió úgy igazgatja a kerületeket, mint városokat. Manapság, amióta a speciális kerületek majdnem olyan mértékű függetlenséggel bírnak, akárcsak a Japán városok, a közigazgatási különbség Tokió és más prefektúrák között meglehetősen csekély.
Oszakában több kiemelkedő politikus Toru Hasimoto vezetésével (Oszaka város polgármestere és Oszaka Prefektúra korábbi kormányzója) javasolt egy Oszaka Metropolisz tervet, amely szerint Oszaka várost és esetleg néhány szomszédos várost Tokióhoz hasonló speciális kerületekké alakítanának.

### Dó
Hokkaidó besorolása dó (道) vagy körzet. Ezt a kifejezést eredetileg a több tartományt magába foglaló régiók megnevezésére használták (pl: Tokaidó keleti parti régió, és Szakaidó nyugati parti régió). Ez volt a történelmi jelentése is az írásjegynek Kínában. (Koreában ez a történelmi jelentés a mai napig él, és megtartották a japán irányítás ideje alatt is.)
Hokkadó az egyetlen dó, amely a mai napig megmaradt, bár nem tartozott az eredeti 7 dó közé (a modern kor előtti időben Ezoként ismerték). Jelenlegi nevéről úgy hiszik, hogy Macuura Takesirótól, a sziget egy korai japán felfedezőjétől származik. Mivel Hokkaidó nem illett bele a meglévő dó besorolásba, egy új dó-t hoztak létre, hogy lefedje.
A Meidzsi kormány eredetileg úgy osztályozta, mint „gyarmati küldöttség” (開拓使 kaitakusi), és később 3 prefektúrára osztotta a szigetet (Szapporo, Hakodate, Nemuro). Ezeket később egyetlen Hokkaidó Minisztériumban egyesítették (北海道庁 Hokkaidó-csó) 1886-ban. Bár prefektúra szintű, mégis inkább egy tartományhoz hasonló a szervezeti felépítése.
1947-ben a minisztérium feloszlott, és Hokkaidó teljes értékű prefektúra lett. A –ken utótagot sosem adták hozzá a nevéhez, így a –dó utótagot értették prefektúra jelentésként.
Amikor Hokkaidó prefektúrái egyesültek, a szállítás még mindig fejletlen volt a szigeten, így a prefektúra több alprefektúrára (支庁 sicsó) szakadt, amelyek el tudták látni a tartományi önkormányzatok közigazgatási feladatait, és szoros irányítás alatt tartották a fejlődő szigetet. Ezek az alprefektúrák ma is léteznek, bár sokkal kevesebb hatalommal rendelkeznek, mint korábban és a világháború alatt: manapság elsődlegesen azért vannak, hogy kezeljék a papírmunkát, és egyéb bürokratikus feladatokat lássanak el.
Hokkaidó prefektúra technikailag egy redundáns kifejezés, habár esetenként használják arra is, hogy a kormányzatot megkülönböztessék magától a szigettől. A prefektúra kormánya szívesebben nevezi magát Hokkaidó Kormánynak, nem pedig Hokkaidó Tartományi Kormánynak.

### Fu
Oszaka és Kiótó prefektúrára a fu (府) megnevezést használjuk. A klasszikus kínai írásjegy, amelyből származtatják, utal a nemzeti jelentőségű központi városi övezetre. A 2. világháború előtt más törvények vonatkoztak a fukra és a kenekre, de ezt a megkülönböztetést eltörölték a háború után, és a két prefektúratípus működését tekintve most már azonos.

### Ken
A 47-ből 43 prefektúra van ken (県) kategóriába sorolva. A klasszikus kínai írásjegy, amelyből származtatják, egy vidéki vagy provinciális mellékjelentést hordoz magában, és egy hasonló írásjegyet használnak Kína és Tajvan megyéinek és Vietnam körzeteinek azonosítására.

## Prefektúrák listája

### Japán ISO szerinti lista
Hagyományosan a prefektúrákat régiók szerint csoportosítják. 8 régió létezik, de ezek nem hivatalosan meghatározott régiók, nincsenek választott tisztviselőik, sem közigazgatási testületük. Ezt a besorolást tükrözi a Japán Nemzetközi Szabványügyi Szervezet ISO-kódolása. A Japán prefektúrák és a hozzájuk kapcsolódó régiók észak-déli irányban felsorolva:
| Hokkaidó    | Tóhoku                                                        | Kantó                                                                         | Csúbu                                                                                               | Kanszai                                                               | Csúgoku                                                       | Sikoku                                      | Kjúsú                                                                                           |
| ----------- | ------------------------------------------------------------- | ----------------------------------------------------------------------------- | --------------------------------------------------------------------------------------------------- | --------------------------------------------------------------------- | ------------------------------------------------------------- | ------------------------------------------- | ----------------------------------------------------------------------------------------------- |
| 1. Hokkaidó | 2. Aomori 3. Ivate 4. Mijagi 5. Akita 6. Jamagata 7. Fukusima | 8. Ibaraki 9. Tocsigi 10. Gunma 11. Szaitama 12. Csiba 13. Tokió 14. Kanagava | 15. Niigata 16. Tojama 17. Isikava 18. Fukui 19. Jamanasi 20. Nagano 21. Gifu 22. Sizuoka 23. Aicsi | 24. Mie 25. Siga 26. Kiotó 27. Oszaka 28. Hjógo 29. Nara 30. Vakajama | 31. Tottori 32. Simane 33. Okajama 34. Hirosima 35. Jamagucsi | 36. Tokusima 37. Kagava 38. Ehime 39. Kócsi | 40. Fukuoka 41. Szaga 42. Nagaszaki 43. Kumamoto 44. Óita 45. Mijazaki 46. Kagosima 47. Okinava |

### ABC sorrend szerinti lista
| Prefektúra | Kandzsi  | Főváros   | Régió    | Sziget          | Népesség¹  | Terület²  | Népsűrűség³ | Körzetek | Önkormányzatok | ISO   |
| ---------- | -------- | --------- | -------- | --------------- | ---------- | --------- | ----------- | -------- | -------------- | ----- |
| Aicsi      | 愛知県   | Nagoja    | Csúbu    | Honsú           | 7 484 094  | 5 172,4   | 1 446,9     | 7        | 54             | JP-23 |
| Akita      | 秋田県   | Akita     | Tóhoku   | Honsú           | 1 022 839  | 11 637,54 | 87,9        | 6        | 25             | JP-05 |
| Aomori     | 青森県   | Aomori    | Tóhoku   | Honsú           | 1 308 649  | 9 645,4   | 135,7       | 8        | 40             | JP-02 |
| Csiba      | 千葉県   | Csiba     | Kantó    | Honsú           | 6 224 027  | 5 157,64  | 1 206,8     | 6        | 54             | JP-12 |
| Ehime      | 愛媛県   | Macujama  | Sikoku   | Sikoku          | 1 385 840  | 5 676,1   | 244,2       | 7        | 20             | JP-38 |
| Fukui      | 福井県   | Fukui     | Csúbu    | Honsú           | 787 099    | 4 190,43  | 187,8       | 7        | 17             | JP-18 |
| Fukuoka    | 福岡県   | Fukuoka   | Kjúsú    | Kjúsú           | 5 102 871  | 4 986,4   | 1 023,4     | 12       | 60             | JP-40 |
| Fukusima   | 福島県   | Fukusima  | Tóhoku   | Honsú           | 1 913 606  | 13 783,75 | 138,8       | 13       | 59             | JP-07 |
| Gifu       | 岐阜県   | Gifu      | Csúbu    | Honsú           | 2 032 533  | 10 621,29 | 191,4       | 9        | 42             | JP-21 |
| Gunma      | 群馬県   | Maebasi   | Kantó    | Honsú           | 1 973 476  | 6 362,28  | 310,2       | 7        | 35             | JP-10 |
| Hirosima   | 広島県   | Hirosima  | Csúgoku  | Honsú           | 2 844 963  | 8 479,38  | 335,5       | 5        | 23             | JP-34 |
| Hokkaidó   | 北海道   | Szapporo  | Hokkaidó | Hokkaidó        | 5 383 579  | 83 424,22 | 68,6        | 66       | 180            | JP-01 |
| Hjógo      | 兵庫県   | Kóbe      | Kanszai  | Honsú           | 5 536 989  | 8 400,9   | 659,1       | 8        | 41             | JP-28 |
| Ibaraki    | 茨城県   | Mito      | Kantó    | Honsú           | 2 917 857  | 6 096,93  | 478,6       | 7        | 44             | JP-08 |
| Isikava    | 石川県   | Kanazava  | Csúbu    | Honsú           | 1 154 343  | 4 186,15  | 275,8       | 5        | 19             | JP-17 |
| Ivate      | 岩手県   | Morioka   | Tóhoku   | Honsú           | 1 279 814  | 15 275,01 | 83,8        | 10       | 33             | JP-03 |
| Jamagata   | 山形県   | Jamagata  | Tóhoku   | Honsú           | 1 122 957  | 9 323,15  | 120,4       | 8        | 35             | JP-06 |
| Jamagucsi  | 山口県   | Jamagucsi | Csúgoku  | Honsú           | 1 405 007  | 6 112,3   | 229,9       | 4        | 19             | JP-35 |
| Jamanasi   | 山梨県   | Kófu      | Csúbu    | Honsú           | 835 165    | 4 464,99  | 187         | 5        | 27             | JP-19 |
| Kagava     | 香川県   | Takamacu  | Sikoku   | Sikoku          | 976 756    | 1 876,73  | 520,5       | 5        | 17             | JP-37 |
| Kagosima   | 鹿児島県 | Kagosima  | Kjúsú    | Kjúsú           | 1 648 752  | 9 188,1   | 179,4       | 8        | 43             | JP-46 |
| Kanagava   | 神奈川県 | Jokohama  | Kantó    | Honsú           | 9 127 323  | 2 415,81  | 3 778,2     | 6        | 33             | JP-14 |
| Kiotó      | 京都府   | Kiotó     | Kanszai  | Honsú           | 2 610 140  | 4 612,2   | 565,9       | 6        | 26             | JP-26 |
| Kócsi      | 高知県   | Kócsi     | Sikoku   | Sikoku          | 728 461    | 7 103,91  | 102,5       | 6        | 34             | JP-39 |
| Kumamoto   | 熊本県   | Kumamoto  | Kjúsú    | Kjúsú           | 1 786 969  | 7 409,32  | 241,2       | 9        | 45             | JP-43 |
| Mie        | 三重県   | Cu        | Kanszai  | Honsú           | 1 815 827  | 5 774,39  | 314,5       | 7        | 29             | JP-24 |
| Mijagi     | 宮城県   | Szendai   | Tóhoku   | Honsú           | 2 334 215  | 7 282,14  | 320,5       | 10       | 35             | JP-04 |
| Mijazaki   | 宮崎県   | Mijazaki  | Kjúsú    | Kjúsú           | 1 104 377  | 7 735,31  | 142,8       | 6        | 26             | JP-45 |
| Nagano     | 長野県   | Nagano    | Csúbu    | Honsú           | 2 099 759  | 13 561,56 | 154,8       | 14       | 77             | JP-20 |
| Nagaszaki  | 長崎県   | Nagaszaki | Kjúsú    | Kjúsú           | 1 377 780  | 4 132,32  | 333,4       | 4        | 21             | JP-42 |
| Nara       | 奈良県   | Nara      | Kanszai  | Honsú           | 1 365 008  | 3 690,94  | 369,8       | 7        | 39             | JP-29 |
| Niigata    | 新潟県   | Niigata   | Csúbu    | Honsú           | 2 305 098  | 12 584,1  | 183,2       | 9        | 30             | JP-15 |
| Óita       | 大分県   | Óita      | Kjúsú    | Kjúsú           | 1 166 729  | 6 340,61  | 184         | 3        | 18             | JP-44 |
| Okajama    | 岡山県   | Okajama   | Csúgoku  | Honsú           | 1 922 181  | 7 114,62  | 270,2       | 10       | 27             | JP-33 |
| Okinava    | 沖縄県   | Naha      | Kjúsú    | Rjúkjú-szigetek | 1 434 138  | 2 281     | 628,7       | 5        | 41             | JP-47 |
| Oszaka     | 大阪府   | Oszaka    | Kanszai  | Honsú           | 8 838 908  | 1 904,99  | 4 639,9     | 5        | 43             | JP-27 |
| Siga       | 滋賀県   | Ócu       | Kanszai  | Honsú           | 1 413 184  | 4 017,38  | 351,8       | 3        | 19             | JP-25 |
| Simane     | 島根県   | Macue     | Csúgoku  | Honsú           | 694 188    | 6 708,23  | 103,5       | 5        | 19             | JP-32 |
| Sizuoka    | 静岡県   | Sizuoka   | Csúbu    | Honsú           | 3 701 181  | 7 778,7   | 475,8       | 5        | 35             | JP-22 |
| Szaga      | 佐賀県   | Szaga     | Kjúsú    | Kjúsú           | 833 245    | 2 440,64  | 341,4       | 6        | 20             | JP-41 |
| Szaitama   | 埼玉県   | Szaitama  | Kantó    | Honsú           | 7 261 271  | 3 797,75  | 1 912       | 8        | 63             | JP-11 |
| Tocsigi    | 栃木県   | Ucunomija | Kantó    | Honsú           | 1 974 671  | 6 408,09  | 308,2       | 5        | 26             | JP-09 |
| Tojama     | 富山県   | Tojama    | Csúbu    | Honsú           | 1 066 883  | 4 247,61  | 251,2       | 2        | 15             | JP-16 |
| Tokió      | 東京都   | Tokió     | Kantó    | Honsú           | 13 513 734 | 2 190,9   | 6 168,1     | 1        | 39             | JP-13 |
| Tokusima   | 徳島県   | Tokusima  | Sikoku   | Sikoku          | 756 063    | 4 146,93  | 182,3       | 8        | 24             | JP-36 |
| Tottori    | 鳥取県   | Tottori   | Csúgoku  | Honsú           | 573 648    | 3 507,05  | 163,6       | 5        | 19             | JP-31 |
| Vakajama   | 和歌山県 | Vakajama  | Kanszai  | Honsú           | 963 850    | 4 724,68  | 204         | 6        | 30             | JP-30 |

Megjegyzés: ¹ 2015-ös adat; ² km²; ³ km²-ként

## Fordítás
Ez a szócikk részben vagy egészben  a   Prefectures of Japan című angol Wikipédia-szócikk fordításán alapul.  Az eredeti cikk szerkesztőit annak laptörténete sorolja fel. Ez a jelzés csupán a megfogalmazás eredetét és a szerzői jogokat jelzi, nem szolgál a cikkben szereplő információk forrásmegjelöléseként.